# Котов Олександр Олександрович (військовик)
Олекса́ндр Олекса́ндрович Ко́тов (нар. 23 січня 1983, с. Нова Дача, Павлоградський район, Дніпропетровська область — пом. 14 червня 2014, м. Луганськ, Україна) — український військовослужбовець, десантник, солдат Збройних сил України.

## Життєпис
Олександр Котов народився в селі Нова Дача Павлоградського району Дніпропетровської області. 2000 року закінчив Новодачинську загальноосвітню школу. З травня 2001 по жовтень 2002 проходив строкову військову службу в лавах Збройних Сил України.
2004 року закінчив Дніпропетровський політехнічний коледж за спеціальністю «Прикладна екологія», але за спеціальністю не працював. Після закінчення коледжу влаштувався у ДТЕК ВСП Шахта «Західно-Донбаська», потім на ВСП Шахта «Дніпровська». Прохідник дільниці підготовчих робіт № 4 ШУ «Дніпровське». На цій шахті працював і його батько. З 2012 року навчався в Національному гірничому університеті на заочній формі навчання.
У зв'язку з російською збройною агресією проти України у березні 2014 року мобілізований на захист Батьківщини як доброволець.
Солдат, стрілець-зенітник 25-ї Дніпропетровської повітряно-десантної бригади Високомобільних десантних військ ЗС України, в/ч А1126, смт Гвардійське, Дніпропетровська область.

## Обставини загибелі
13 червня 2014 року десантники готувались до відправлення в зону проведення АТО. У ніч на 14 червня трьома військово-транспортними літаками Іл-76 МД з інтервалом у 10 хвилин вони вилетіли в Луганський аеропорт на ротацію особового складу. На борту також була військова техніка, спорядження та продовольство.
14 червня о 0:40 перший літак (бортовий номер 76683), під командуванням полковника Дмитра Мимрикова приземлився в аеропорту.
Другий Іл-76 МД (бортовий номер 76777), під керівництвом командира літака підполковника Олександра Бєлого, на борту якого перебували 9 членів екіпажу 25-ї мелітопольської бригади транспортної авіації та 40 військовослужбовців 25-ї Дніпропетровської окремої повітряно-десантної бригади, о 0:51, під час заходу на посадку (аеродром міста Луганськ), на висоті 700 метрів, був підбитий російськими терористами з переносного зенітно-ракетного комплексу «Ігла». В результаті терористичного акту літак вибухнув у повітрі і врізався у землю поблизу території аеропорту. 49 військовослужбовців, — весь екіпаж літака та особовий склад десанту, — загинули. Третій літак за наказом повернувся в Мелітополь.
|                                                  | Там все було дуже грамотно по-військовому сплановано. Там без Росії не обійшлось. Вогонь вівся з усіх сторін. Це було не на рівні ненавчених бойовиків. Обстріл літака вівся дуже грамотно. Спочатку підсвічували трасером, а потім били. Із ПЗРК неможливо було збити літак, навіть якби боєприпас потрапив у двигун, то літак все рівно не загинув би. Стріляли з «Шилки». |
| — Командир 25-ї БрТрА полковник Дмитро Мимриков. | |

Пройшло більше 40 діб перш ніж десантників поховали: українські військові збирали рештки тіл загиблих, влада домовлялася з терористами про коридор для евакуації, в Дніпрі проводились експертизи ДНК для ідентифікації.
25 липня 2014 року Олександра поховали на кладовищі рідного села Нова Дача. На шахті «Дніпровська» були приспущені прапори.
Залишились батьки, брат, сестра, дружина Котова Тетяна Олександрівна та 10-річний син. 2 листопада 2015 року Тетяні Котової передали квартиру, придбану за рахунок коштів державного бюджету.

## Нагороди та відзнаки
- Орден «За мужність» III ст. (20.06.2014, посмертно) — за особисту мужність і героїзм, виявлені у захисті державного суверенітету та територіальної цілісності України, вірність військовій присязі та незламність духу[6].
- Нагрудний знак «За оборону Луганського аеропорту» (посмертно).

## Вшанування пам'яті
- 13 червня 2015 року в Дніпрі на Алеї Героїв до роковин загибелі військових у збитому терористами літаку Іл-76 встановили пам'ятні плити з іменами загиблих воїнів[7].
- 18 червня 2016 року на території військової частини А1126 в смт Гвардійське урочисто відкрили пам'ятник воїнам-десантникам 25-ї повітряно-десантної бригади, які героїчно загинули під час бойових дій в зоні проведення АТО. На гранітних плитах викарбувані 136 прізвищ, серед них і 40 десантників, які загинули у збитому літаку в Луганську[8].
- 14 червня 2015 року в селі Нова Дача Павлоградського району на фасаді будівлі загальноосвітньої школи (вулиця Пушкіна, 7) встановлено меморіальну дошку на честь випускника школи Олександра Котова[9].